# Benito Villamarín Prieto
Benito Villamarín Prieto (Puga, Toén, província d'Ourense, 1917 - Sevilla, 15 d'agost de 1966) va ser un industrial gallec d'Ourense, que va exercir com a president del Real Betis Balompié entre els anys 1955 i 1965, i ha estat un dels presidents més importants de la història del club.

## Biografia
Benito Villamarín va prendre possessió del seu càrrec en una època crítica del Betis, el dia 28 de maig de 1955, després d'estar 7 anys en Tercera divisió.
Compaginà la presidència amb la seva feina d'exportació d'olives va confiar l'equip a Sabino Barinaga i va donar confiança Luis del Sol, un dels jugadors més importants en la història del club. Després d'un intent fallit d'ascens en la seva primera temporada, va aconseguir l'ascens en la temporada 1957-1958 amb Antonio Barrios Seoane en la banqueta després de quinze anys de penúries.
Villamarín va posar ordre en la institució i va generar noves il·lusions a l'afició bètica. Va realitzar importants actuacions com la compra de l'Estadi Heliópolis l'any 1961, encara que també va haver de prendre algunes decisions impopulars com la venda de Luis del Sol.
Home de negocis d'èxit, a Villamarín només va poder derrotar-lo el càncer que li va costar la vida el 1966. Posteriorment, va donar nom a l'estadi durant molts anys fins a 1997 en el qual se li va canviar pel qual en aquells dies era president, Manuel Ruiz de Lopera, per tornar a recuperar la denominació anterior el 2010 per votació entre els socis bètics.